# 西旭岡町
西旭岡町（にしあさひおかちょう）は、北海道函館市の地名。同市市街地北部の山間部に位置し、市営旭岡団地をはじめとした住宅地が広がる。1～3丁目までが存在する。郵便番号は042-0915。

## 概要
昭和30年代には、すでに函館市で住宅不足が起こっていた。昭和22年から、人見町、駒場町、深堀町、松川町、梁川町などに公営住宅が建設されたが、依然として、住宅不足問題の完全な解決には至らなかった。その後、さらに田家町や日吉、上湯川地区に住宅地を建設した。そして、昭和51年には人口1万人台のニュータウンとして「西旭岡団地」の建設が計画され、上湯川町・旭岡町・銅山町の各一部地域を融合する形で西旭岡町が誕生し、現在に至る。

## 主な施設

### 公共施設
- 函館市立旭岡小学校
- 函館市立旭岡中学校
- 函館市旭岡図書室
- 旭岡公園
  - 旭岡公園テニスコート
- 旭岡南緑地
  - 緑地内を通過するフィールドアスレチックコースがある

### 商業施設
- 生活協同組合コープさっぽろ旭岡店
- セイコーマート函館西旭岡店

### 宗教施設
- 福海寿山神社（豊川御分霊）

## 交通

### 道路
地区の南側を北海道道83号函館南茅部線が通る。

### 路線バス
函館バスが地区内に路線を運行している。
旭岡中学校前を起終点として五稜郭、市立函館病院、産業道路方面等へ向かう市内路線の他、函館バスセンターと川汲方面を結ぶ郊外線も地区内を通る。